# Philippe Boutros Chebaya
Philippe Boutros Chebaya (* 20. Mai 1920 in Bischarri, Libanon; † 8. Oktober 2002) war der erste  maronitische Bischof der 1990 neu gegründeten Eparchie Baalbek-Deir El-Ahmar im Libanon.

## Leben
Am 25. März 1944 wurde Philippe Boutros Chabaya in der Diözese  Batrun zum  Priester geweiht. Die Ernennung zum ersten Bischof von Baalbek-Deir El-Ahmar erfolgte am 9. Juni 1990. Der  maronitische Patriarch von Antiochien Kardinal Nasrallah Pierre Sfeir  und die  Mitkonsekratoren Bischof Roland Aboujaoudé und Bischof Georges Abi-Saber  OLM weihten ihn am 5. August 1990 zum Bischof. Seine Emeritierung war am 10. Juni 1995. Bis zu seinem Tod am 8. Oktober 2002 war er Altbischof von Baalbek-Deir El-Ahmar. Sein Nachfolger wurde Paul-Mounged El-Hachem. 